# Ironstone Mountain
Der Ironstone Mountain ist ein Berg in den Great Western Tiers, einem Gebirge im Zentrum des australischen Bundesstaates Tasmanien.

## Geographie
Er liegt etwa 18 Kilometer südlich von Mole Creek und ist mit 1.444 Meter der höchste Berg der Great Western Tiers. In der Nähe liegt ein kleiner See, der Lake Ironstone. Der höchste Punkt ist durch einen trigonometrischen Punkt markiert, markanter aber ist der hier abgebildete Signalgipfel.

## Aufstieg
Der Ironstone Mountain ist hauptsächlich über zwei Wanderwege erreichbar. Der kürzeste Aufstieg ist der von Norden über Mole Creek, Caveside und die Westrope Road zum Western Creek Track, der an der Ostseite des Tales des Western Creek entlangführt. Eine weitere Aufstiegsmöglichkeit besteht von Osten über Deloraine, Meander, und die Smoko Road zum Mount Ironstone Track. Dieser Weg beginnt zwei Kilometer südlich des Mother Cummings Peak, einem weiteren Berg in der Gegend.

## Fotos

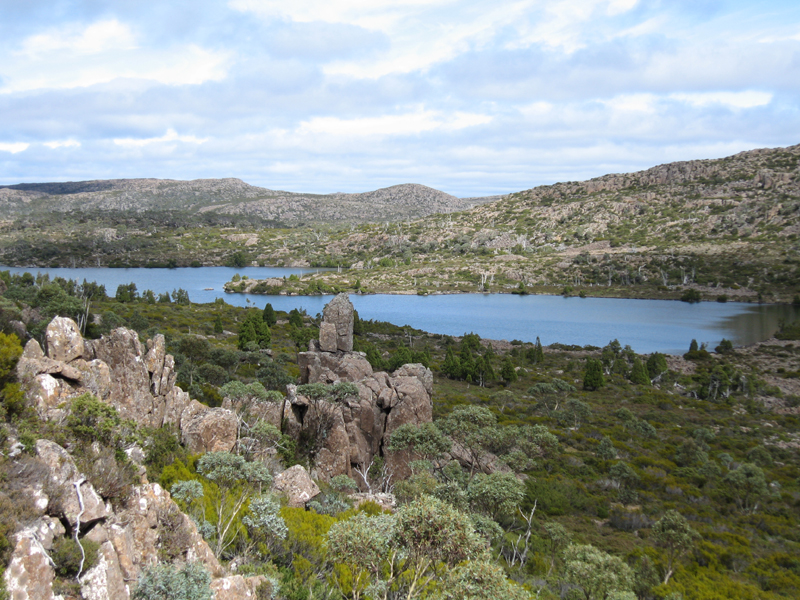
Lake Ironstone
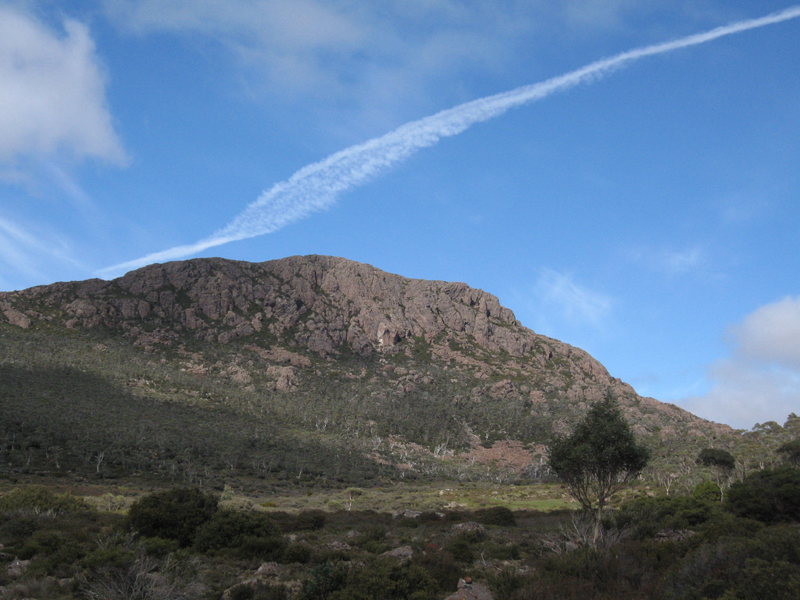
Kondensstreifen über dem Ironstone Mountain
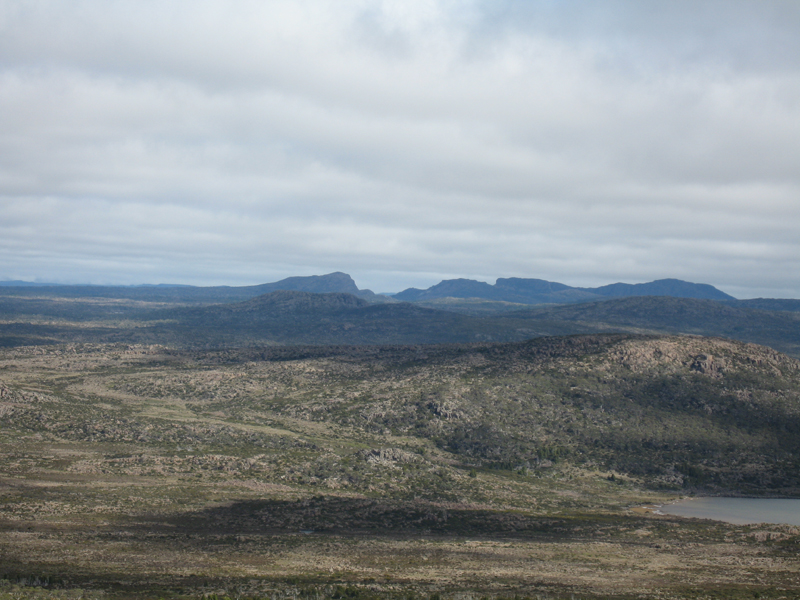
Walls-of-Jerusalem-Nationalpark vom Ironstone Mountain aus